# Zurab Nogaideli

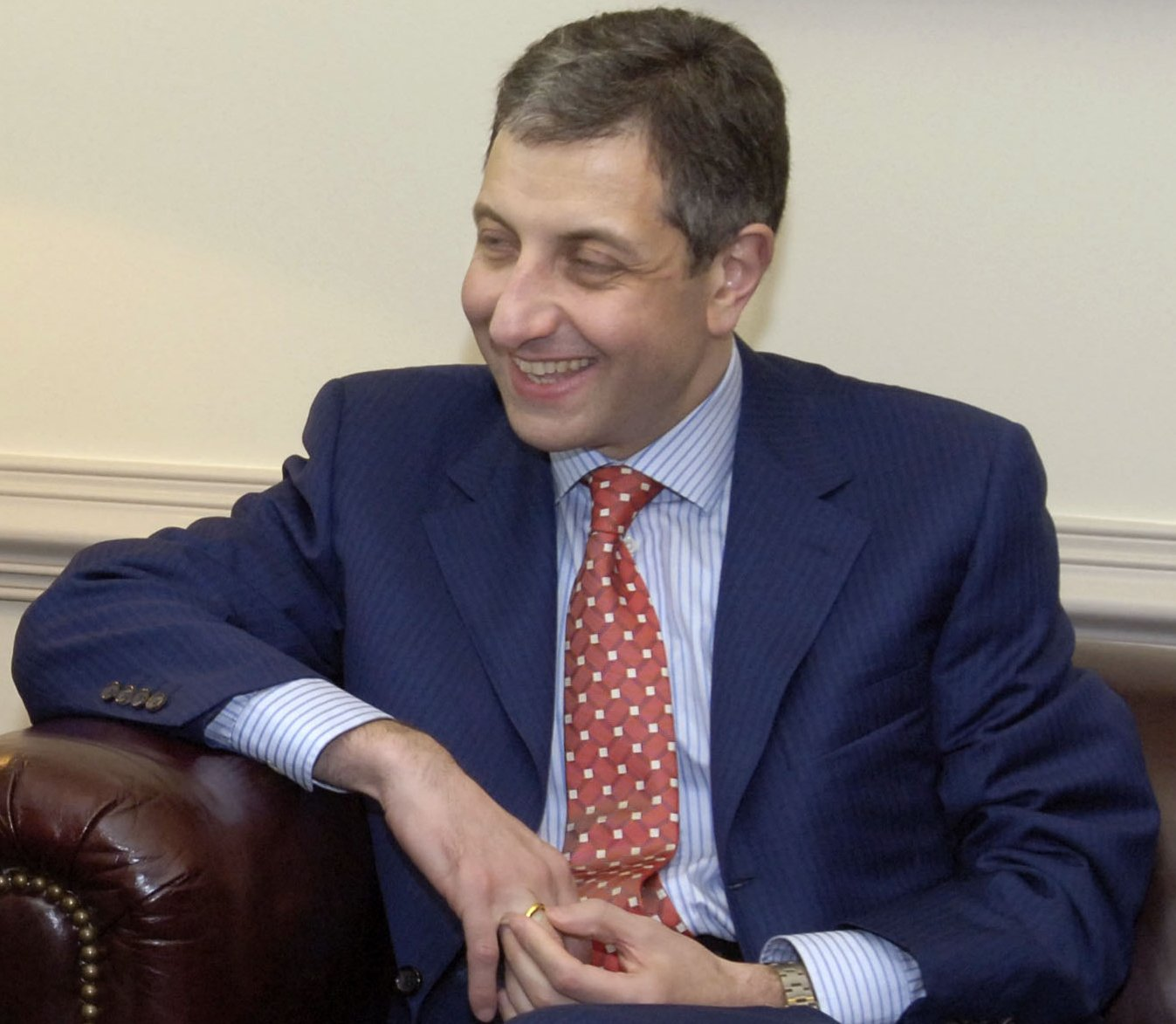
Zurab Noghaideli.

Zurab Nogaideli (en georgiano: ზურაბ ნოღაიდელი) nacido el 22 de octubre de 1964, primer ministro de Georgia entre el 17 de febrero de 2005 y el 16 de noviembre de 2007, cuando fue reemplazado por Lado Gurgenidse.
- Datos: Q316238
- Multimedia: Zurab Noghaideli / Q316238